# Michele Busiri Vici
Michele Busiri Vici (Roma, 2 de mayo de 1894 – Roma, 4 de febrero de 1981) fue un arquitecto y urbanista italiano, perteneciente a la conocida familia de arquitectos Busiri Vici, activos desde el siglo XVII.

## Biografía
Hijo del arquitecto e ingeniero Carlo Busiri Vici, dos de sus hermanos, Clemente y Andrea, también fueron arquitectos. En 1921 se gradúa en la Scuola Superiore d'Ingegneria de Roma. Entre sus primeras obras está el diseño, junto a su padre Carlo, del nuevo Museo Nacional Arqueológico y Etnográfico G. A. Sanna de Sassari: el proyecto, ejecutado entre abril de 1925 y diciembre de 1929, fue encargado por Zelì Castoldi Sanna, hija del emprendedor y mecenas Giovanni Antonio Sanna.
Se casó con Lodovica Schanzer, hija del senador y ministro Carlo Schanzer, y comienza su profesión colaborando en el estudio de su hermano mayor Clemente. Juntos realizan entre los años 1926 y 1928 los antiguos castillos Gualino de Sestri Levante y la villa-museo Gualino de Turín.
En 1930, sin la colaboración de su hermano, diseña la villa Attolico, cerca de la Porta Latina de Roma. Para la Esposizione Universale Roma de 1942 participa con su compañero Luigi Piccinato en el diseño de los parques y jardines de EUR. También es de esta época la restauración del Castillo de Torrimpietra cerca de Roma. En 1938 se le encargó el proyecto y la ejecución de la zona verde del sitio arqueológico de Ostia, bajo la supervisión de Piccinato.
En 1939 se desplaza a los Estados Unidos, donde obtiene la ciudadanía honorífica de Nueva York por el diseño del pabellón italiano en la Exposición General de Nueva York de 1939.
En 1955 se le encargó componer el plano regulador del litoral de Sabaudia. En la misma zona, entre Sabaudia y San Felice Circeo, diseñará, con el paso de los años, numerosas villas elaborando un estilo personal («arquitectura mediterránea»), caracterizado por formas suaves, paredes encaladas y elementos del color ya conocido como verde Busiri. En los años posteriores trabaja también en la ordenación de las excavaciones de Ostia y realiza algunas villas en la Vía Apia, Anzio y Torrimpietra.
En su larga carrera se ocupó de los aspectos más variados de la arquitectura. Para el sector naval realiza el mobiliario del transatlántico Raffaello de la compañía Italia - Società di Navigazione, mientras que en el campo de la arquitectura urbana contribuye a la renovación residencial de Atenas y de Roma, donde siguen siendo característicos los edificios con los elementos de color verde Busiri en las zonas de Vigna Stelluti, Ponte Milvio y Parioli.

## La Costa Smeralda

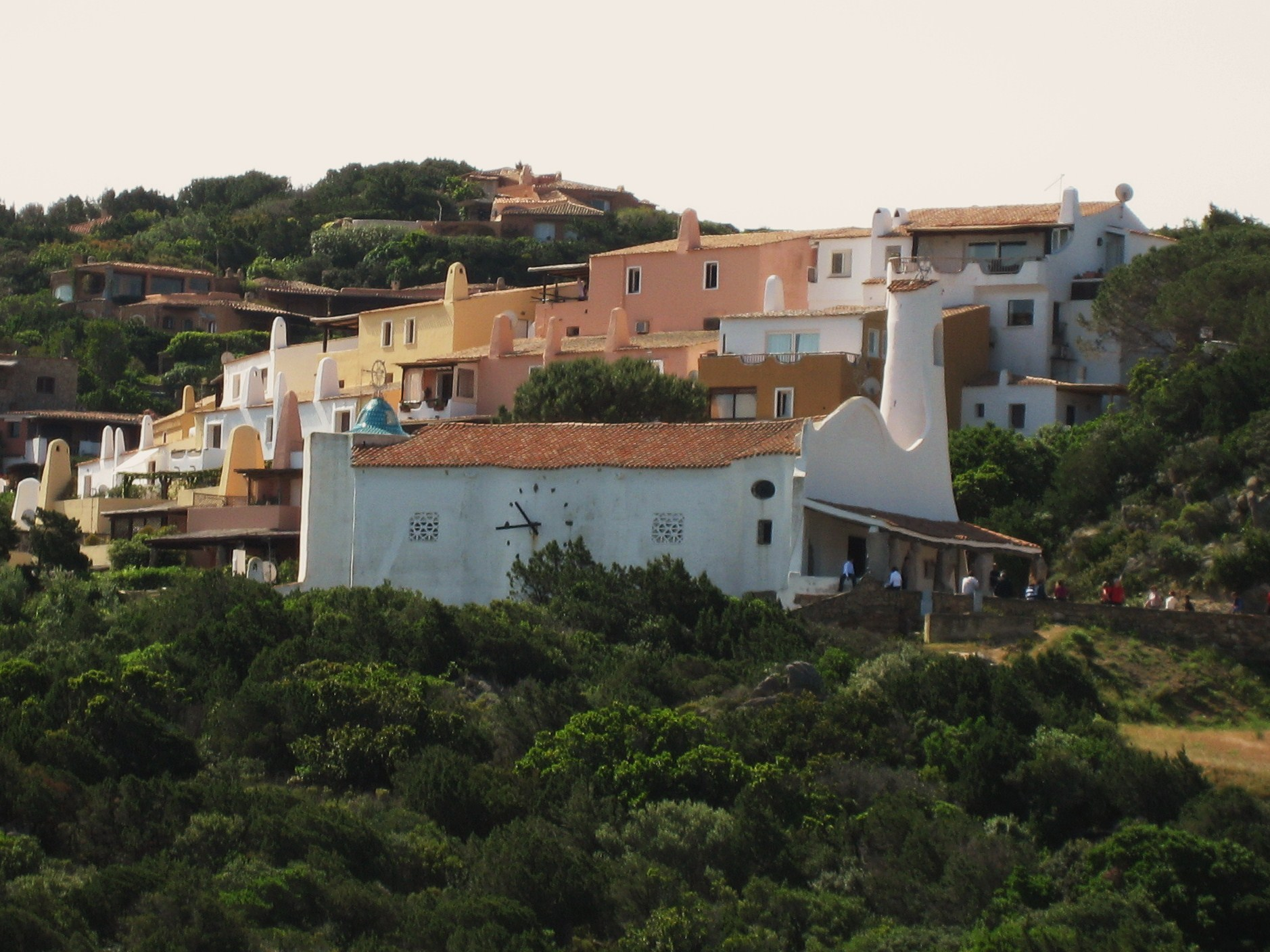
La iglesia Stella Maris y al fondo las casas de Sa Conca.

En Porto Cervo, a principios de los años sesenta, el príncipe Aga Khan IV encargó a Michele Busiri Vici, junto a otros arquitectos célebres de la época (Luigi Vietti y Jacques Couelle) el diseño de la Costa Smeralda, para la cual proyecta la iglesia Stella Maris de Porto Cervo, los hoteles Luci di La Muntagna e Romazzino y el barrio Sa Conca, además de numerosas villas.
Desarrollando un estilo personal inspirado en la «arquitectura mediterránea», ya experimentado en el litoral pontino, con la adopción de formas aún más suaves, casi siempre revestidas en cal, y con elementos de decoración repetidos (como las chimeneas, los arcos apuntados, las aperturas triangulares, la teja y la cerámica mediterránea), contribuyó a la creación del paisaje contemporáneo de la Costa Smeralda.
En 1977 se retiró del ejercicio de la profesión.